# Boissey-le-Châtel
Boissey-le-Châtel és un municipi francès situat al departament de l'Eure i a la regió de Normandia. L'any 2007 tenia 828 habitants.

## Demografia

### Població
El 2007 la població de fet de Boissey-le-Châtel era de 828 persones. Hi havia 299 famílies, de les quals 63 eren unipersonals (16 homes vivint sols i 47 dones vivint soles), 94 parelles sense fills, 118 parelles amb fills i 24 famílies monoparentals amb fills.
La població ha evolucionat segons el següent gràfic:
Habitants censats

### Habitatges
El 2007 hi havia 334 habitatges, 310 eren l'habitatge principal de la família, 7 eren segones residències i 17 estaven desocupats. 293 eren cases i 39 eren apartaments. Dels 310 habitatges principals, 206 estaven ocupats pels seus propietaris, 103 estaven llogats i ocupats pels llogaters i 2 estaven cedits a títol gratuït; 3 tenien una cambra, 14 en tenien dues, 51 en tenien tres, 95 en tenien quatre i 148 en tenien cinc o més. 209 habitatges disposaven pel capbaix d'una plaça de pàrquing. A 136 habitatges hi havia un automòbil i a 144 n'hi havia dos o més.

### Piràmide de població
La piràmide de població per edats i sexe el 2009 era:
| Homes | Edats   | Dones |
| ----- | ------- | ----- |
| 0     | 95 o +  | 0     |
| 4     | 90 a 94 | 0     |
| 0     | 85 a 89 | 8     |
| 0     | 80 a 84 | 4     |
| 0     | 75 a 79 | 12    |
| 12    | 70 a 74 | 16    |
| 24    | 65 a 69 | 32    |
| 16    | 60 a 64 | 16    |
| 20    | 55 a 59 | 16    |
| 12    | 50 a 54 | 20    |
| 12    | 45 a 49 | 8     |
| 16    | 40 a 44 | 16    |
| 32    | 35 a 39 | 28    |
| 28    | 30 a 34 | 40    |
| 48    | 25 a 29 | 24    |
| 0     | 20 a 24 | 24    |
| 20    | 15 a 19 | 12    |
| 28    | 10 a 14 | 28    |
| 36    | 5 a 9   | 20    |
| 16    | 0 a 4   | 28    |

## Economia
El 2007 la població en edat de treballar era de 524 persones, 392 eren actives i 132 eren inactives. De les 392 persones actives 361 estaven ocupades (201 homes i 160 dones) i 32 estaven aturades (11 homes i 21 dones). De les 132 persones inactives 47 estaven jubilades, 36 estaven estudiant i 49 estaven classificades com a «altres inactius».

### Ingressos
El 2009 a Boissey-le-Châtel hi havia 322 unitats fiscals que integraven 830 persones, la mediana anual d'ingressos fiscals per persona era de 16.798 €.

### Activitats econòmiques
Dels 25 establiments que hi havia el 2007, 1 era d'una empresa alimentària, 1 d'una empresa de fabricació d'altres productes industrials, 4 d'empreses de construcció, 8 d'empreses de comerç i reparació d'automòbils, 2 d'empreses de transport, 2 d'empreses d'hostatgeria i restauració, 1 d'una empresa financera, 1 d'una empresa immobiliària, 3 d'empreses de serveis, 1 d'una entitat de l'administració pública i 1 d'una empresa classificada com a «altres activitats de serveis».
Dels 9 establiments de servei als particulars que hi havia el 2009, 1 era una oficina de correu, 2 tallers de reparació d'automòbils i de material agrícola, 2 guixaires pintors, 1 lampisteria, 1 electricista, 1 perruqueria i 1 restaurant.
Dels 4 establiments comercials que hi havia el 2009, 1 era una botiga de més de 120 m², 1 una botiga de menys de 120 m², 1 una fleca i 1 una sabateria.
L'any 2000 a Boissey-le-Châtel hi havia 6 explotacions agrícoles.

## Equipaments sanitaris i escolars
L'únic equipament sanitari que hi havia el 2009 era una farmàcia.
El 2009 hi havia una escola elemental.

## Poblacions més properes
El següent diagrama mostra les poblacions més properes.